# Blanca Toledano
Artikeln följer den spanska namnseden; faderns efternamn är Toledano och moderns efternamn Laut.
Blanca Toledano Laut, född 3 november 2000, är en spansk konstsimmare.

## Karriär
I augusti 2018 vid EM i Glasgow var Toledano en del av Spaniens lag som tog brons i fri kombination. I juli 2019 vid VM i Gwangju var hon en del av Spaniens lag som tog brons i highlight. I maj 2021 vid EM i Budapest var Toledano en del av Spaniens lag som tog silver i det fria lagprogrammet och brons i det tekniska lagprogrammet. Vid olympiska sommarspelen 2020 i Tokyo, som arrangerades 2021, var hon en del av Spaniens lag som slutade på sjunde plats i lagtävlingen. I juni 2022 vid VM i Budapest var Toledano en del av Spaniens lag som tog brons i highlight.
I juni 2023 vid europeiska spelen i Kraków-Małopolska var Toledano en del av Spaniens lag som tog guld i både det tekniska och fria lagprogrammet. Följande månad var hon en del av Spaniens lag som tog guld i det tekniska lagprogrammet vid VM i Fukuoka.
I februari 2024 vid VM i Doha var Toledano en del av Spaniens lag som tog silver i det tekniska lagprogrammet. I juni 2024 vid EM i Belgrad var hon en del av Spaniens lag som tog guld i det tekniska lagprogrammet. Vid olympiska sommarspelen 2024 i Paris var Toledano en del av Spaniens lag som tog brons i lagtävlingen.